# ツクバリアンズ
ツクバリアンズは、茨城県つくば市を拠点として活動するラグビーユニオンのクラブチームである。2006, 2008, 2009 年は東日本トップクラブリーグに、2017年は東日本トップクラブリーグDiv3に所属した。

## クラブ概要
1977年筑波大学ラグビー部OBが中心となって設立。その後、多くの高校や大学出身者が加入し、地域のクラブチームとして活動。トップチーム、タッチチーム、ジュニアチーム、U15チームの４部門から構成される。2008年時点で幼児から社会人まで200人以上の会員数を持つ。つくば市で活動する他のスポーツクラブである、つくばFC、つくばユナイテッドSun GAIA、DAS、アクティブつくばと共同で2007年から地域スポーツ広報誌「VISION」の発刊に参加した。

## クラブ成績
トップチーム
- 2005 東日本クラブ選手権優勝
- 2006 東日本トップクラブリーグ 5位
- 2008 東日本トップクラブリーグ Div.2 　1位
- 2009 東日本トップクラブリーグ Div.2 　5位
- 2010 東日本クラブ選手権準優勝
- 2013 茨城県クラブ選手権優勝
- 2017 東日本トップクラブリーグ Div.3 　4位

ジュニアチーム成績（カップ戦のみ）
- 2006 HITACHIカップ 低学年準優勝
- 2007 HITACHIカップ 低学年準優勝、中学年準優勝、高学年優勝
- 2008 HITACHIカップ 低学年優勝
- 2010 HITACHIカップ 中学年優勝
- 2011 HITACHIカップ 中学年優勝、高学年準優勝
- 2012 HITACHIカップ 高学年優勝
- 2013 HITACHIカップ 高学年優勝
- 2014 HITACHIカップ 中学年優勝、高学年優勝
- 2015 NECカップ　６年生の部　準優勝
- 2015 HITACHIカップ　高学年優勝、中学年準優勝
- 2016 HITACHIカップ　高学年準優勝
- 2017 NECカップ　４年生の部　準優勝
- 2017 HITACHIカップ　低学年優勝、中学年準優勝
- 2018 HITACHIカップ　低学年優勝
- 2019 NECカップ　３年生の部　3位
- 2021 HITACHIカップ　高学年優勝
- 2022 茗溪カップ 準優勝
- 2022 NECカップ  6年生の部Aブロック 準優勝
- 2022 HITACHIカップ 中学年準優勝
- 2023 HITACHIカップ 高学年準優勝、中学年準優勝
- 2024 HITACHIカップ 中学年優勝

U15チーム
(南茨城U15)
- 2011 第5回東日本U15中学生ラグビークラブ大会 3位
- 2011 太陽生命カップ・第2回全国中学生ラグビーフットボール大会ラグビースクールの部 7位

茨城県ラグビースクール選抜(U15)
- 2009 第29回東日本中学生ラグビーフットボール大会・ラグビースクールの部 6位
- 2010 第30回東日本中学生ラグビーフットボール大会・ラグビースクールの部 6位
- 2017 第37回東日本中学生ラグビーフットボール大会・ラグビースクールの部 4位 　* 第四代表決定戦で敗れ、全国ジュニア出場を逃す

## 所在地
- 茨城県つくば市春日四丁目